# نظامی، ارمنستان
نظامی (به ارمنی: Նիզամի) یک روستا در ارمنستان است که در استان آرارات واقع شده‌است. نظامی در ۲۰ کیلومتری شمال شرقی آرتاشات، مرکز استان آرارات واقع شده‌است.

## خصوصیات
نظامی ۱٬۱۵۲ نفر جمعیت دارد و در ارتفاع ۸۳۰ (۸۳۵) متر بالاتر از سطح دریا قرار گرفته‌است.
| سال   | ۱۸۳۱ | ۱۸۹۷ | ۱۹۲۶ | ۱۹۳۹ | ۱۹۵۹ | ۱۹۷۰ | ۱۹۷۹ | ۲۰۰۱ | ۲۰۰۴ | ۲۰۱۱ |
| جمعیت | ۲۳۱  | ۷۹۱  | ۳۶۸  | ۸۸۵  | ۱۳۴۰ | ۱۶۷۱ | ۱۳۴۲ | ۱۲۵۷ | ۱۳۰۰ | ۱۶۵۸ |